# Włodzimierz Ledóchowski
Włodzimierz Ledóchowski (Loosdorf, Àustria, 7 d'octubre de 1866 - Roma, Itàlia, 13 de desembre de 1942) fou el vint-i-sisè General de la Companyia de Jesús.
Va néixer a Loosdorf, prop de Sankt Pölten (Baixa Àustria), fou fill del comte Antoni Halka Ledóchowski. Estudià al Theresianum a Viena i durant un temps fou patge de l'emperadriu. Estudià dret a la Universitat de Cracòvia i després començà estudis per al sacerdoci secular. Mentre assistia a la Universitat Gregoriana, decidí fer-se jesuïta i entrà a la Companyia el 1889. Cinc anys més tard fou ordenat sacerdot jesuïta. Al començament es dedicà a escriure, però aviat es feu Superior de la residència dels jesuïtes a Cracòvia i rector del col·legi. Es convertí en el sotsprovincial de Polònia el 1901 i provincial de Galítzia el 1902. Del 1906 al febrer del 1915 fou auxiliar dels jesuïtes a Alemanya.
Després de la mort de Franz Xaver Wernz, fou escllit el 26è General de la Companyia l'11 de febrer del 1915, a la segona volta. Malgrat la convulsió de la Primera Guerra Mundial, la Gran Depressió i la Segona Guerra Mundial, la Companyia va créixer durant el període de Ledóchowski. Convocà la 27a reunió general dels jesuïtes que tingué lloc a Alemanya per donar a conèixer la Societat amb el nou codi de dret canònic (publicat el 1917) i perquè les constitucions jesuïtes poguessin estar en consonància amb ell. L'anàlisi realitzada per Emma Fattorini dels arxius vaticans del període han mostrat el paper important que el pare Ledóchowski jugà en la redacció de l'encíclica contra el comunisme, Divini Redemptoris, però també els obstacles que posà perquè Pius XI no publiqués una altra encíclica destinada a condemnar l'antisemitisme.